# Centro de Lançamento 1 da Rocket Lab
Centro de Lançamento 1 da Rocket Lab é um cosmódromo comercial situado perto de Promontório de Ahuriri na ponta sul da Península de Maia, na costa oriental de Ínsula Septentrional de Zelândia Nova. A sociedade comercial privada de espaçovoos Rocket Lab é a proprietária e operadora do Centro, o qual será utilizado para lançar, mediante seu foguete Electron, nanosatélites do tipo CubeSat. O cosmódromo foi inaugurado oficialmente em 26 de setembro de 2016.

## Descrição
O Centro de Lançamento 1 apresenta uma plataforma e torre de lançamento de 50 toneladas, um hangar para os foguetes Electron, e reservatórios para oxigênio líquido e querosene. No período de experimentos das operações de lançamento, iniciadp em Maio de 2017, a zona de exclusão provavelmente teria um raio de 8 quilômetros da base, e seria reduzida quando o Centro tornasse-se comercialmente operativo.